# Ayliva
Ayliva, pseudonimo di Elif Akar (Recklinghausen, 4 aprile 1998), è una cantante tedesca.

## Biografia
Di origini turche, ha frequentato l'Università della Ruhr a Bochum. Ha successivamente firmato un contratto con la Whiteheart Records, etichetta facente parte della Warner, trovando successo virale con il brano Deine Schuld, certificato oro dalla Bundesverband Musikindustrie, e primo ingresso della cantante nella Deutsche Singlechart, Ö3 Austria Top 40 e Schweizer Hitparade.
Nel giugno 2022 ha aperto i concerti di Alicia Keys nelle arene di Berlino e Mannheim. Ha poi pubblicato Weißes Herz, album in studio d'esordio, che ha debuttato in top ten sia in Germania che in Austria; è anche oro in entrambi i paesi.
Schwarzes Herz, uscito nell'agosto 2023, ha infranto record di streaming a livello nazionale e si è classificato al vertice delle classifiche austriache, tedesche e svizzere. L'LP, certificato platino dalla BVMI per le 150 000 unità equivalenti, contiene la collaborazione con Mero Sie weiß, anch'essa platino e prima numero uno dell'artista in Austria e Germania.
Un anno più tardi è ritornata sulle scene musicali col terzo disco In Liebe, numero uno nei mercati DACH.

## Discografia

### Album in studio
- 2022 – Weißes Herz
- 2023 – Schwarzes Herz
- 2024 – In Liebe

### Singoli
- 2021 – Deine Schuld
- 2021 – Wenn ich wein
- 2021 – Immer kalt
- 2021 – Während du
- 2021 – When I Cry (feat. Ali Gatie)
- 2022 – Schmetterlinge
- 2022 – Bleib (feat. Milano)
- 2022 – Bei Nacht
- 2022 – Was besseres
- 2023 – Sie weiß (feat. Mero)
- 2023 – Was mir gefällt
- 2023 – In deinen Armen
- 2023 – Aber sie
- 2023 – Weißes Haus
- 2024 – Bullet (con Mero)
- 2024 – Lieb mich
- 2024 – Wunder (feat. Apache 207)
- 2024 – Beifahrer
- 2024 – Nein!
- 2025 – Wie?

## Tournée
- 2023/24 – Schwarzes Herz Tour
- 2025 – Die Ayliva Tour